# نشانه‌گذاری تاریخ در ایران
در ایران تاریخ نگاری کوتاه به صورت روز/ماه/سال قرار می‌گیرد برای مثال:
۱۳۸۹/۵/۱۶
تاریخ نگاری بلند در ایران نیز با روز شروع سپس ماه و پش از آن با سال پایان می یابد.(البته باید توجه داشت که خط فارسی از راست و اعداد از چپ خوانده می‌شوند.) بنابراین اینگونه نوشته می‌شود:
۱۶ مرداد ۱۳۸۹
که به صورت شانزدهم مرداد سال ۱۳۸۹ خوانده می‌شود. معمولاً در ماه و روز ذکر صفر قبل از اعداد تک رقمی (مثلاً 02) مرسوم نیست.
مبدأ تاریخی در ایران هجرت پیامبر اسلام از مکه به مدینه است و از سیستم خورشیدی بهره می‌گیرد.